# Josefine Öqvist
Josefine Öqvist (* 23. Juli 1983 in Uppsala), genannt Jossan, ist eine ehemalige schwedische Fußballspielerin, die zwischen 2002 und 2013 für die schwedische Fußballnationalmannschaft der Frauen spielte.

## Karriere

### Vereine
Öqvist spielte in der Saison 2013 für den schwedischen Erstligisten Kristianstads DFF und ab dem Sommer des Jahres beim HSC Montpellier in Frankreichs höchster Spielklasse. Zuvor spielte sie 2011 für Tyresö FF und legte 2012 eine Babypause ein, nachdem sie zuvor für Linköpings FC aktiv gewesen ist. Sie entstammt dem Bälinge IF.

### Nationalmannschaft
Ihr Debüt in der A-Nationalmannschaft gab sie am 18. August 2002 beim 1:0-Sieg über die Nationalmannschaft Nordkoreas. Öqvist erzielte im Halbfinale der Weltmeisterschaft 2003 das 2:1-Siegtor gegen die Nationalmannschaft Kanadas und brachte Schweden damit ins Endspiel gegen die Nationalmannschaft Deutschlands, das in der Verlängerung mit 1:2 verloren wurde.
Mit der Nationalmannschaft nahm sie auch an der EM-Endrunde 2005, am olympischen Fußballturnier 2004 in [Athen]] und 2008 in Peking und der WM 2007 in China teil. Für die WM 2011 wurde sie ebenfalls nominiert. Sie kam in zwei Vorrundenspielen zum Einsatz und erreichte mit ihrer Mannschaft ungeschlagen das Viertelfinale, wo sie auf Australien trafen. Hier stand Öqvist wieder in der Startelf und mit dem 3:1-Sieg wurde sowohl das Halbfinale gegen Japan erreicht, als auch die Qualifikation für die Olympischen Spiele in London perfekt gemacht. Im Halbfinale gegen Japan gelang ihr bereits in der 10. Minute das 1:0, jedoch schied Schweden am Ende mit 1:3 gegen Japan aus. Am 16. Juli 2011 gewann sie mit der Mannschaft das Spiel um Platz 3 beim 2:1-Sieg über Frankreich. Dabei erhielt sie in der 68. Minute aufgrund einer Tätlichkeit die Rote Karte.
Nachdem sie aufgrund ihrer Schwangerschaft 2012 nicht an den Olympischen Spielen in London teilnehmen konnte, gehörte sie 2013 wieder zum schwedischen Kader bei der EM-Endrunde und kam in allen fünf Spielen zum Einsatz und erzielte dabei zwei Tore, schied aber im Halbfinale gegen Titelverteidiger Deutschland aus. Mit 20 Toren gehört sie nun zu den dreizehn besten Torschützinnen der Nationalmannschaft. Im Februar 2014 gab sie das Ende ihrer Nationalmannschaftskarriere bekannt.

## Erfolge
- Finalist Weltmeisterschaft 2003 (ohne Finaleinsatz)
- Dritter Weltmeisterschaft 2011

## Auszeichnungen
- Durchbruch des Jahres in Schweden 2003[5]
- Wahl in das All-Star-Team der EM 2013